# Pediasia kuldjaensis
Pediasia kuldjaensis là một loài bướm đêm trong họ Crambidae.